# اندیس کوه پنج (بندمنظر)
کوه پنج (بندمنظر) یک اندیس فلزی است که در حوالی شهر چار گنبد استان کرمان قرار دارد و مادهٔ معدنی موجود در آن، مس است.  